# Домби и Сын
«До́мби и сын» (англ. Dombey and Son) — роман английского писателя Чарльза Диккенса. Впервые публиковался частями ежемесячно в период с 1 октября 1846 года по 1 апреля 1848 года и одним томом в 1848 году, с иллюстрациями Хабло Найта Брауна.
Полное название романа — «Торговый дом „Домби и сын“. Торговля оптом, в розницу и на экспорт».
Книга рассказывает о судьбе судоходной фирмы, владелец которой разочарован тем, что у него нет сына для помощи в ведении дел на работе. Он первоначально отвергает любовь своей дочери, но в конце концов мирится с ней в тот момент, когда уже собирался покончить с собой. В сюжете много тем, характерных для Диккенса, таких как браки, жестокое обращение с детьми, предательство, обман и отношения между людьми из разных классов.

## Происхождение
Чарльз Диккенс начал писать книгу «Домби и сын» в Лозанне (Швейцария), перед возвращением в Англию.

## Краткое содержание
История касается Поля Домби, богатого владельца судоходной компании. Книга начинается с рождения его долгожданного сына. Жена Домби умирает вскоре после родов. Следуя совету своей сестры миссис Луизы Чик, Домби нанимает миссис Туддль, добрую и простую женщину, мать большого семейства, в няньки своему новорожденному сыну, обязав её сменить фамилию на Ричардс и не поддерживать общения с её собственным семейством (слишком «простонародным» по понятиям Домби). У Домби уже есть шестилетняя дочь Флоренс, которой он постоянно пренебрегает и горько сожалеет, что она девочка, «фальшивая монета в капитале фирмы». Однажды миссис Ричардс, Флоренс и её юная нянька Сьюзен Ниппер тайно посещают дом миссис Ричардс в Садах Стегса, чтобы миссис Ричардс могла увидеть своих детей. Во время этой поездки потерявшуюся в уличной сутолоке Флоренс обманом уводит старуха-нищенка, представившаяся доброй миссис Браун, снимает с неё дорогую одежду, попутно вспоминая и плача о своей собственной дочери в далеких краях, а затем отпускает её, предварительно запугав. Девочка пробирается в деловую часть города, где по счастливой случайности встречает юного сотрудника фирмы своего отца, Уолтера Гэя, который уводит её в дом своего дяди, старого мастера судовых инструментов Соломона Джилса, откуда её забирает домой её собственная нянька. В результате переполоха, вызванного пропажей Флоренс, миссис Ричардс увольняют — мистер Домби разгневан, что его сына возили в трущобы — а юный Гэй становится объектом неприязни мистера Домби.
Сын мистера Домби получил фамильное имя Поль, он — слабый и болезненный ребёнок, очень любит свою сестру Флоренс и предпочитает общаться только с ней. Взрослые находят его «не от мира сего» и чудаковатым. Отец же ослеплен честолюбивыми планами сделать из него партнера в фирме. По совету семейного врача его отправляют на морское побережье в Брайтон, где дети проживают в пансионе жестокой и вздорной старухи миссис Пипчин. Мистер Домби, обнаружив, что здоровье сына несколько поправилось, отдает его в школу доктора Блимбера, где образование юным джентльменам прививают насильственно, путем интенсивных зубрежек. Старший из учеников, добродушный мистер Тутс, наследник большого состояния, в результате таких умственных усилий становится слабоумным. Дочь доктора Блимбера, Корнелия Блимбер, загружает маленького Поля учёбой, отчего ребёнок слабеет физически, и единственная его отрада — визиты сестры по выходным дням. Флоренс, пытаясь помочь брату, покупает учебники и самостоятельно проходит всю его учебную программу, чтобы при каждой встрече объяснять ему уже пройденный ею материал. Перед роспуском учеников на каникулы Поль теряет сознание и уезжает домой уже навсегда, стараясь перед отъездом запомниться и понравиться всем, начиная со своего приятеля мистера Тутса и кончая дворовой собакой Диогеном.
Вернувшись домой, маленький Поль уже не встает с постели и умирает в объятьях своей сестры, причем ему чудится, что его уносит река и он видит свою покойную мать. Перед смертью его, по его просьбе, навещает миссис Ричардс, которую помог найти Уолтер Гэй, и маленький Поль просит отца позаботиться о своем любимце Уолтере.
Горе мистера Домби, его горечь от того, что рухнули его планы о наследнике, что в живых осталась ненужная ему девочка, а не сын, побуждает его удалить из фирмы Уолтера Гэя, назначив на малозначительную должность за морем, а также отправиться в путешествие с новым приятелем, майором Бэгстоком, который изначально сумел завести с ним знакомство в пику своей соседке мисс Токс. Последняя питала великое уважение и любовь к мистеру Домби, и даже мечтала выйти за него замуж.
Друг дяди Уолтера, простодушный морской волк капитан Каттль, уверен, что Уолтер и Флоренс станут мужем и женой с благословения мистера Домби, ведь история их знакомства романтична, как в старой легенде о Ричарде Виттингтоне, лорд-мэре Лондона, и даже пробирается в контору мистера Домби, где имеет конфиденциальный разговор с первым помощником последнего, мистером Каркером-заведующим. Считая себя человеком хитрым и проницательным, он выбалтывает все связанные с Флоренс надежды мистеру Каркеру, а тот впоследствии пользуется этим, чтобы ещё больше восстановить отца против дочери.
На отдыхе мистер Домби знакомится со старыми друзьями майора Бэгстока, миссис Скьютон и её красавицей-дочерью Эдит, на которой он и женится к восторгу её матери. Однако брак был несчастливым — он рассматривал его как венец мечтаний любой женщины, Эдит же считала постыдной торговой сделкой, и в поединке его спеси и её гордыни выиграла Эдит. Мистер Каркер-заведующий систематически обкрадывал мистера Домби, рискованными операциями приведя его фирму на грань краха, и сумел убедить Эдит бежать с ним во Францию в годовщину их свадьбы. Флоренс, которую отец почти ненавидел за то, что её искренне любили и его сын, и его новая жена, пыталась выразить свое сочувствие и предложить свою любовь, но отец в ослеплении ударил её и выгнал из дома. Флоренс убежала к мистеру Соломону Джилсу. К тому времени появились сведения о крушении корабля, на котором отплыл Уолтер, и его дядя исчез из своей лавки, а вместо него там проживал капитан Каттль, который и принял девушку под свою защиту.
Прибывший в Дижон мистер Каркер-заведующий, предвкушающий счастливую жизнь с Эдит, жестоко обманывается — она поехала с ним только из мстительного чувства к мистеру Домби, сам же он вызывает у неё лишь брезгливость и ненависть. Угрожая ему револьвером, Эдит сумела ускользнуть. В двери нанятой квартиры ломятся люди — мистер Домби выследил беглецов, заплатив за сведения доброй миссис Браун. У неё свои резоны ненавидеть мистера Каркера — когда-то он совратил её дочь, доведя её до ареста и высылки из Британии и отказавшись помочь даже малой суммой. Не в силах встретиться с человеком, чье полное доверие он предал, Каркер бежит из Дижона в Англию, преследуемый обманутым патроном и мужем, и попадает под поезд, встретившись с мистером Домби лицом к лицу на захолустной станции.
Флоренс тихо живёт под покровительством капитана Каттля, когда в город неожиданно возвращается Уолтер, выживший после кораблекрушения. Ошибочно предполагая, что он винит её за действия отца, и принимая его смущение и любовь за неприязнь, она узнает, что Уолтер любит и уважает её, и соглашается выйти за него замуж и отплыть с ним за море.
Фирма мистера Домби обанкротилась, он использовал все свое громадное состояние на то, чтобы честно исполнить все обязательства фирмы перед кредиторами. Один в некогда роскошно обставленном доме, он скрывается ото всех, и вспоминает, как много лет назад выгнал свою дочь, когда она ещё ребёнком пришла к нему после смерти брата за утешением. Он осознает, что всю жизнь его дочь была ему предана и любила его, робко, всем сердцем. Измученный воспоминаниями, он собирается покончить с собой, но в этот момент в доме появляется его рыдающая дочь, умоляя простить её, и он обнимает её и плачет на её груди. Она бережно уводит его с собой, а прятавшиеся в доме миссис Ричардс — единственная оставшаяся служанка — и её к тому времени приятельница мисс Токс, чье восхищение мистером Домби осталось прежним, обливаются слезами и отправляют его вещи.
После долгой и тяжелой болезни мистер Домби превратился в тихого седого джентльмена, который часами гуляет по морскому побережью с внуками — маленьким сыном Флоренс, похожим на своего умершего дядю, но сильного и здорового ребёнка, и малюткой-девочкой, которую он обнимает и целует особенно нежно, плача и раскаиваясь в своей былой жестокости к её матери. Карьера Уолтера идет вверх, и, как говорит мисс Нипер — к тому времени миссис Тутс — благодаря дочери Домби фирма восстанет вновь.

## Персонажи
- Глава 1

Мистер Поль Домби: главный герой, которому около 48 лет на момент начала романа. К концу первой главы он остается вдовцом с двумя детьми. Он считает, что сын Поль заслуживает его внимания больше, чем дочь Флоренс. Смерть сына разрушает надежды мистера Домби на наследника. Его пренебрежение дочерью Флоренс вызывает проблемы у второй жены Эдит. Из-за ненависти Эдит к нему и его собственного неуместного доверия к Джеймсу Каркеру, Домби теряет свой бизнес и свое богатство. Домби наконец понимает, что его дочь была единственным человеком, которая действительно заботилась о нём, даже когда у него ничего не осталось. В последующие годы он воссоединяется с ней и получает наследника через своего зятя.
Миссис Фанни Домби: первая жена мистера Домби, мать Флоренс и Поля. Умирает вскоре после рождения Поля.
Мастер Поль Домби: родился в начале романа, он был слаб и часто болел. Нежный ребёнок, которого обожает сестра Флоренс. Он умирает от болезни в 16-й главе.
Мисс Флоренс Домби: дочь мистера Домби, в начале романа ей около 6 лет. Она любит своего младшего брата. Несмотря на пренебрежение отца, которое равносильно эмоциональному насилию, она любит его и жаждет некоторого возвращения своей любви. Флоренс покидает дом, когда понимает, что Эдит порвала с отцом, она укрывается с капитаном Каттлем в «Деревянном мичмане». В конце концов она выходит замуж за Уолтера Гэя и рожает ему двоих детей.
Доктор Паркер Пепс: один из придворных врачей.
Миссис Блэкитт: медсестра.
Мистер Пилкинс: врач, обслуживающий семью Домби («семейный врач»).
Миссис Луиза Домби Чик: сестра мистера Домби.
Мисс Лукреция Токс: друг миссис Чик и соседка майора Бэгстока.
- Глава 2

Мистер Джон Чик: муж миссис Чик.
Мистер Тудль: железнодорожный рабочий.
Миссис Полли Тудль (Ричардс): жена мистера Тудля, кормилица Поля. Мистер Домби хочет и требует, чтобы она отзывалась на имя Ричардс во время работы. Мистер Домби не был встревожен потерей своей дочери в городской толпе, но возмущен тем, что миссис Ричардс осмелилась отвести своего сына «в такие гнусные места» и увольняет её.
Робин Тудль (Роб Гринджер, Билер): сын мистера Тудля и Полли. Благодаря щедрости мистера Домби, отправляется в школу Красных Точильщиков, он не может устоять перед голубями и пропускает школу. Робом, жалким мальчиком, манипулируют взрослые, и он не может найти способ улучшить свою судьбу. Мистер Каркер-заведующий, заставляет его шпионить за капитаном Каттлем и сообщать о прибытии и уходе в «Деревянного мичмана». После того, как Каркер скрывается в конце книги, добрая миссис Браун заставляет Роба сообщить ей информацию о месте во Франции, куда бежали Каркер и миссис Домби.
- Глава 3

Мисс Сьюзен Ниппер: верная служанка Флоренс, ей было около четырнадцати лет на момент её появления в романе. Примерно через десять лет она «нагло ругает» мистера Домби за его эмоциональное пренебрежение дочерью и в итоге увольняется из дома. Позже она с радостью воссоединяется с Флоренс в «Деревянном мичмане» и в итоге выходит замуж за мистера Тутса.
- Глава 4

Соломон (дядя Сол) Джиллс: «Пожилой джентльмен в валлийском парике», производитель и продавец корабельных инструментов, владелец «Деревянного мичмана». Он пропадает, ища своего племянника Уолтера в Карибском море, но возвращается в конце книги.
Уолтер (Уолли, Уольр) Гэй: племянник Соломона Джиллса, сотрудник мистера Домби, ему около 14-ти лет на момент появления в романе. Его мстительно послал на Барбадос управляющий мистер Каркер. Долго считавшийся потерянным в море, он вновь появляется в главе 49. У него глубокая привязанность к Флоренс с тех пор, как он спас её от доброй миссис Браун.
Капитан Эдвард (Нед) Каттль: отставной морской капитан с крючком вместо руки и друг Соломона Джиллса. Пребывая в ужасе от своей хозяйки миссис Мак-Стинджер, он уходит из её дома и поселяется в «Деревянном мичмане». Он поддерживает магазин во время отсутствия Уолтера и дяди Сола и обеспечивает убежище для Флоренс после того, как она покинула дом своего отца.
- Глава 6

Добрая миссис Браун: пожилая продавщица тряпками, которая ненадолго похищает маленькую Флоренс из уличной толпы и крадёт её прекрасную одежду. Она воздерживается только от стрижки волос Флоренс, потому что у неё есть собственная дочь, которая «далеко», что предвещает появление Элис позже в книге. Предоставляет мистеру Домби информацию Роба Гринджера о том, куда убежали его жена и управляющий мистер Каркер.
Джон Каркер (Мистер Каркер-младший): старший брат Джеймса. «Не старый, но его волосы были белыми, его тело было согнуто или склонено с глубокими морщинами на измученном и грустном лице». Называется «Младший», чтобы обозначить его место в фирме, а не по отношению к (младшему) брату.
- Глава 7

Майор Джозеф Бэгсток: тщеславный майор в отставке. «С деревянными чертами лица голубого оттенка» и «длинными ушами слона», он раздраженно называет себя в третьем лице Джошем, Джо, Джои Б., Джей Би, Старым Джо и т. д. Он дружит с мистером Домби в Брайтоне и роковым образом представляет его миссис Скьютон и её дочери. Бэгсток убеждает себя, что мисс Токс считает его привлекательным, когда на самом деле она смотрит только на мистера Домби.
Туземец: слуга Бэгстока, приехавший из неизвестной страны, предположительно из британской колонии.
- Глава 8

Миссис Уикэм: замена в роли служанки молодого Поля после позора и увольнения миссис Ричардс, «кроткой женщины со светлой кожей, с постоянно приподнятыми бровями и опущенной головой».
Миссис Пипчин: суровая вдова, которая держит «Брайтонский пансионат с очень избранным описанием» в Брайтоне, куда Поля отправляют по состоянию здоровья. «Чудесная, излюбленная, плохо подготовленная старушка, с наклонной фигурой, с пятнистым лицом, похожим на плохой мрамор». Непоколебимый враг Сьюзен Ниппер, позже возглавляет домохозяйство Домби.
Мастер Бизерстоун: ребёнок миссис Пипчин, он подвергается жестокому обращению.
Мисс Пэнки: ещё один ребёнок миссис Пипчин.
- Глава 9

Мистер Брогли: дилер по подержанным товарам и брокер. «Человек с влажными глазами, пышной фигурой и легким характером». Он требует оплаты по облигации мистера Джиллса, заставляя последнего рассмотреть отчаянный ход продажи всех своих товаров.
Миссис Мак-Стинджер: предоставляет комнаты в своем здании, свирепая хозяйка и враг капитана Каттля.
- Глава 11

Доктор Блимбер: управляет школой в Брайтоне, которую посещает Поль.
Мистер П. Тутс: самый старый ученик в школе доктора Блимбера. Влюбленный в Флоренс, но с треском отступает, узнав о её привязанности к Уолтеру Гэю. В конце книги он находит счастье в браке со Сьюзен Ниппер.
Миссис Блимбер: жена доктора Блимбера.
Мисс Корнелия Блимбер: дочь доктора Блимбера, учитель в школе, позже вышла замуж за мистера Фидера.
- Глава 12

Г-н Фидер Б.А.: помощник доктора Блимбера, учитель в школе, а позже владелец.
Бриггс: мальчик в школе доктора Блимбера.
Тозер: ещё один мальчик в школе доктора Блимбера.
- Глава 13

Мистер Перч: посланник в бизнесе мистера Домби, всегда спешит подготовить его офис. Сьюзан Ниппер считает его раздражающим.
Мистер Морфин: помощник менеджера по бизнесу мистера Домби. Он играет на виолончели. Позже в книге помогает Джону Каркеру и его сестре Хариэт.
Джеймс Каркер (мистер Каркер, управляющий): коварный менеджер в бизнесе мистера Домби, постоянно улыбается, обнажая все зубы. Он оскорбляет Роба Гриндера и отправляет его шпионить за происходящим в «Деревянном мичмане». Несмотря на то, что в течение многих лет он преданно служил мистеру Домби, он на самом деле действовал самостоятельно. Он манипулирует Эдит Домби. Убит поездом, увидев мистера Домби на платформе.
- Глава 14

Сэр Барнет Скеттлз: посещает дом доктора Блимбера с женой и ребёнком, где он беседует с мистером Бэпсом. Затем сэр Барнет узнает от доктора Блимбера, что мистер Бэпс на самом деле является мастером танца.
Леди Скеттлз: жена сэра Барнета.
Мастер Кегли: брайтонский школьник.
Диоген: большая собака из школы доктора Блимбера, подружившаяся с Полем. Флоренс приютила её после смерти Поля. Собака уходит за Флоренс, когда та сбегает из дома своего отца.
Мистер Тоулинсон: дворецкий мистера Домби.
- Глава 21

Миссис Скьютон («Клеопатра»): семьдесят лет, но одевается так, будто ей 20. Представлена мистеру Домби её старым другом майором Бэгстоком в Лимингтоне. У неё случился инсульт и позже она умирает.
Эдит Скьютон Грейнджер: холодная, надменная красавица, дочь миссис Скьютон, вдова армейского офицера, потеряла маленького сына. Конфликт между гордостью Эдит и мистером Домби является ключевым элементом этой истории. Она и её мать ранее имели финансовые отношения с управляющим мистером Каркером, и Эдит очень не любит его.
- Глава 22

Петух: боксер и шумный компаньон мистера Тутса.
- Глава 23

Двоюродный брат Финикс: вернувшись из Баден-Бадена, он пьет за брак Эдит с Домби. Пара живёт в его доме, в то время как особняк Домби ремонтируется.
- Глава 33

Мисс Хариет Каркер: сестра Джеймса и Джона, отреченная от Джеймса за то, что она встала на сторону Джона после позора последнего.
- Глава 34

Элис: дочь миссис Браун.